# Borș, Bihor
Bors là một xã thuộc hạt Bihor, România. Dân số thời điểm năm 2002 là 3410 người.